# 蛇鬼
蛇鬼是中国传说的妖怪，记载于《搜神記》，傳說中被人殺死的蛇,死後會變成蛇鬼。属于是有仇必報，据《搜神記》記載,以前有個獵人在山中遇見一條大蛇,橫臥在山路上,獵人就用箭將它射死。三年後,獵人和朋友重回此地,獵人吹噓自己當年的戰績。不料當天夜裡,蛇鬼便進入了獵人夢中。

## 其他引用
元 杨维桢 《古潮图》诗：“刼灰欲死蛇鬼穴， 婆留 朽鐵猶争雄。”

## 类似
手负蛇